# Ramón Sota
Ramón Sota Ocejo (Pedreña, Cantabrië, 23 april 1938 – 28 augustus 2012) was een Spaanse golfprofessional. 
In zijn tijd bestond de Europese PGA Tour nog niet, maar er werden wel internationale toernooien georganiseerd voor golfprofessionals. Hiervan heeft hij er minimaal tien gewonnen. Daarnaast won hij viermaal het nationaal PGA kampioenschap.
In 1965 heeft hij aan de Masters meegedaan, waar hij als zesde eindigde. In het eerste seizoen van de Europese Tour eindigde hij op de 10de plaats van de Order of Merit. Daarna speelde hij nog een jaar op de Tour. In 1987 deed hij weer even mee, omdat hij bijna vijftig jaar was en zich wilde voorbereiden op de European Seniors Tour. Daar heeft hij vervolgens enkele jaren gespeeld.
Sota heeft de Club de Golf Ramon Sota opgericht in Marina de Cudeyo aan de Spaanse noordkust. Er zijn negen par–3 holes en hij heeft een eigen golfschool. Hij was een oom van Severiano Ballesteros.

## Nationaal
- 4x PGA Kampioenschap

## Internationaal
- 1963 Spaans Open, Portugees Open
- 1965 Frans Open, Brazilië Open
- 1966 Dutch Open
- 1969 Portugees Open, Madrid Open
- 1970 Portugees Open
- 1971 Italiaans Open, Dutch Open